# Pasmo 33 cm
Pasmo 33 cm – pasmo radiowe przyznane do łączności amatorskich. Mieści się w zakresie od 902 do 928 MHz i jest używane tylko w 2 regionie ITU (Ameryka Północna i Południowa).
Pasmo 33 cm zawiera się w zakresie fal decymetrowych i wykorzystywane jest głównie w komunikacji lokalnej, w przeciwieństwie do pasm o niższych częstotliwościach. Wysoko umieszczone anteny o dużym zysku energetycznym wykazały, że pasmo 33 cm może zapewnić duży zasięg, porównywalny do pasm niższych częstotliwości np. 70 cm.